# Elżbieta Wolnik
Elżbieta Wolnik (ur. 24 kwietnia 1975) – polska lekkoatletka, która specjalizowała się w rzucie młotem.

## Kariera
W 1995 w Warszawie została pierwszą w historii mistrzynią Polski seniorek w rzucie młotem uzyskując wynik 43,50.
Rekord życiowy: 48,13 (29 maja 1999, Stargard Szczeciński).